# Просяной, Иван Евгеньевич
Иван Евгеньевич Просяной (1924—1968) — советский военный. Участник Великой Отечественной войны. Герой Советского Союза (1944). Гвардии старший лейтенант.

## Биография
Родился 29 сентября 1924 года в селе Петропавловка (ныне — административный центр Петропавловского района Воронежской области Российской Федерации) в крестьянской семье. Русский.
Образование 8 классов. До призыва на военную службу работал в колхозе.
В ряды Рабоче-крестьянской Красной Армии призван Петропавловским районным военкоматом Воронежской области 15 сентября 1941 года. Окончил двухмесячный курс молодого бойца. В боях с немецко-фашистскими захватчиками — с января 1942 года на Южном фронте. Воевал в составе 56-й армии. Боевое крещение принял в боях на линии немецкой обороны Миус-фронт. В марте 1942 года участвовал в Таганрогской наступательной операции, затем с боями отступал к Ростову. 16 июля 1942 года в оборонительных боях на реке Самбек Иван Евгеньевич был ранен. После излечения до второго ранения в конце октября 1942 года красноармеец И. Е. Просяной сражался в Битве за Кавказ на Северо-Кавказском и Закавказском фронтах.
После второго ранения и лечения в госпитале И. Е. Просяного направили на учёбу в артиллерийское училище. Однако завершить программу обучения Иван Евгеньевич не успел. В связи с крупномасштабным наступлением немецко-фашистских войск на Курской дуге И. Е. Просяной в звании сержанта был направлен на Брянский фронт. 17 июля 1943 года он был зачислен автоматчиком в 5-й отдельный разведывательный батальон 15-го танкового корпуса. Сержант И. Е. Просяной отличился уже в первые дни пребывания в батальоне. Во время Орловской операции, находясь в составе группы захвата с задачей взятия контрольных пленных, Иван Евгеньевич в рукопашной схватке у деревни Ржавец Залегощенского района Орловской области обезоружил двух немецких солдат и взял их в плен, за что был награждён медалью «За отвагу».
15 августа 1943 года танковый корпус, в котором служил И. Е. Просяной, ставший к этому времени 7-м гвардейским, был выведен в резерв Верховного Главнокомандования и 10 сентября был подчинён Воронежскому фронту. В составе своего подразделения, преобразованного в 8-й гвардейский отдельный разведывательный бронеавтомобильный батальон, Иван Евгеньевич участвовал в освобождении Левобережной Украины. На всём протяжении Сумско-Прилукской операции в составе разведгруппы гвардии сержант И. Е. Просяной действовал впереди основных сил корпуса, выявляя места сосредоточения немецких войск, вскрывая засады и проводя диверсии в тылу неприятеля. В составе корпуса он форсировал Днепр и участвовал в боях на Букринском плацдарме. Отличился во время наступательных действий по расширению плацдарма на правом берегу Днепра. 12 октября 1943 года он по-пластунски подобрался к немецким траншеям между сёлами Малый Букрин и Ромашки, где обнаружил замаскированный вражеский миномёт. Уничтожив одного немецкого миномётчика и взяв в плен второго, он захватил орудие. Пригодились знания, полученные в артиллерийском училище. Открыв огонь по немецким позициям, Иван Евгеньевич уничтожил до 10 солдат неприятеля.
В ноябре 1943 года 7-й гвардейский танковый корпус в составе 3-й гвардейской танковой армии был скрытно переброшен на Лютежский плацдарм, откуда перешёл в наступление в ходе Киевской наступательной операции. Гвардии сержант И. Е. Просяной участвовал в боях за Киев. 3 декабря 1943 года 8-й гвардейский отдельный разведывательный бронеавтомобильный батальон был расформирован, и Ивана Евгеньевича перевели автоматчиком в 4-й гвардейский отдельный мотоциклетный батальон 7-го гвардейского танкового корпуса. Зимой 1943 года — весной 1944 года гвардии сержант Просяной сражался за освобождение Правобережной Украины, приняв участие в Житомирско-Бердичевской и Проскуровско-Черновицкой операциях. За это время Иван Евгеньевич неоднократно участвовал в разведке боем, захвате контрольных пленных, производил разведку огневых позиций противника и около 20 раз совершал разведывательно-диверсионные рейды по тылам противника. Действуя смело, а порой и дерзко гвардии сержант Просяной всегда добывал ценные разведданные для командования. Так, 6 марта 1944 года, находясь в немецком тылу, И. Е. Просяной в составе группы ворвался в деревню Лагодинцы Каменец-Подольской области и принимал самое деятельное участие в разгроме немецкого гарнизона. Забросав гранатами один из домов, где засели немцы, он уничтожил 12 солдат неприятеля и ещё 5 взял в плен. Летом 1944 года Иван Евгеньевич был переведён на должность пулемётчика бронетранспортёра своего батальона. Особо отличился во время Львовско-Сандомирской операции.
После окружения и ликвидации крупной группировки немецко-фашистских войск под Бродами советские войска мощным ударом расчленили группу армий «Северная Украина» и создали брешь в её обороне шириной до 100 километров по фронту. Возникла благоприятная возможность для выхода Красной Армии к Висле. Стремясь выправить ситуацию, немецкое командование стало спешно перебрасывать в район прорыва крупные резервы. С целью уточнения сил противника, выявления его резервов, вскрытия оборонительной системы и ведения диверсионной работы в тыл немцев была направлена разведгруппа из семи разведчиков под командованием гвардии младшего лейтенанта И. Е. Чуркина, в состав которой был включён и гвардии сержант Просяной. Поздним вечером 27 июля 1944 года группа выдвинулась из района Перемышля, и перейдя около двух часов ночи линию фронта, двинулись в направлении Вислы. Выйдя к реке в районе населённого пункта Задушники, разведчики собрали плот и начали переправу. Уже вблизи правого берега бойцы заметили отблески огня от костра немецкого охранения, но после тяжёлого перехода и борьбы с быстрым течением сил грести быстрее уже не оставалось. Чтобы обезопасить группу, гвардий сержант Просяной с пулемётом спрыгнул в воду, и выбравшись на берег, занял огневую позицию. Пока группа причаливала к берегу, Иван Евгеньевич разведал близлежащую местность и обнаружил в прибрежном кустарнике немецкий секрет, который они ликвидировали вдвоём с младшим лейтенантом Чуркиным. Следующей ночью гвардии сержант И. Е. Просяной в этом же районе проник в глубину немецкой обороны и произвёл разведку, установив численность и состав немецких войск и их расположение. При возвращении на свою территорию разведгруппа столкнулась с отрядом немецких диверсантов. Несмотря на численное превосходство противника, разведчики вступили в бой, рассеяли и частично уничтожили группу противника. При этом гвардии сержант Просяной огнём из пулемёта уничтожил 6 вражеских солдат.
2 августа 1944 года гвардии сержант И. Е. Просяной в составе разведгруппы на бронетранспортёре выдвинулся в район Сташува, где проник вглубь немецкой обороны и определил численность войск противника и расположение его огневых средств. На обратном пути бронетранспортёр с разведчиками встретил и разгромил немецкую автоколонну. При этом Иван Евгеньевич огнём из пулемёта лично уничтожил 14 солдат неприятеля. Своевременно доставленные в штаб корпуса разведданные способствовали успеху боёв на Сандомирском плацдарме. В период с 10 по 17 августа 1944 года пулемётчик 3-й роты 4-го гвардейского отдельного мотоциклетного батальона гвардии сержант И. Е. Просяной вновь находился в глубоком тылу противника в составе разведывательно-диверсионной группы. Разведчики вели сбор информации, устраивали засады на дорогах, вели подрывную работу на коммуникациях противника. За это время Иван Евгеньевич лично уничтожил 16 вражеских солдат, 1 офицера и 3 бензовоза с горючим. 12 августа 1944 года при попытке минирования железнодорожного моста в районе Островца группа была обнаружена немецким боевым охранением. Прикрывая отход товарищей, гвардии сержант Просяной с пулемётом наперевес выдвинулся навстречу врагу, и расстреливая его в упор, обратил в паническое бегство, уничтожив при этом 9 солдат неприятеля. За образцовое выполнение боевых заданий командования на фронте борьбы с немецкими захватчиками и проявленные при этом отвагу и геройство указом Президиума Верховного Совета СССР от 23 сентября 1944 года гвардии сержанту Просяному Ивану Евгеньевичу было присвоено звание Героя Советского Союза.
Не менее успешно гвардии сержант И. Е. Просяной действовал при освобождении южных районов Польши (Сандомирско-Силезская операция) и во время боёв в Силезии (Нижнесилезская операция). В должности командира бронетранспортёра он в составе разведгрупп постоянно находился впереди наступающих частей корпуса, обеспечивая его штаб оперативными разведданными, своевременно обнаруживая вражеские засады, сметая заслоны и захватывая переправы через водные преграды. 16 апреля 1945 года в ходе начавшейся Берлинской операции Иван Евгеньевич одним из первых в корпусе вышел к реке Нейсе и переправил свой бронетранспортёр на западный берег в районе Бад-Мускау. 17 апреля 1945 года его экипаж эффективным огнём из пулемёта способствовал отражению контратаки противника у населённого пункта Требендорф. 18 апреля в районе посёлка Дрешниц бронетранспортёр Просяного рассеял большую группу автоматчиков. При этом 7 вражеских солдат было уничтожено, а унтер-офицер был захвачен в плен и позднее дал ценные сведения и численности противостоявших корпусу немецких частей. В тот же день Иван Евгеньевич вышел к реке Шпрее и разведал брод для прохода танков. Вместе с танками на буксире он переправил БТР на западный берег и участвовал в отражении контратак противника до подхода основных сил корпуса. Сломив сопротивление противника, 25 апреля 1945 года передовые части 7-го гвардейского танкового корпуса вышли на юго-западную окраину Берлина. Иван Евгеньевич в составе своего подразделения штурмовал столицу Германии. В последние дни войны он участвовал в боях за город Дрезден в ходе Пражской операции. Боевой путь он завершил 9 мая 1945 года в Праге.
После окончания Великой Отечественной войны И. Е. Просяной завершил учёбу в военном училище и получил офицерское звание. В Вооружённых Силах СССР служил до 1947 года. В запас уволился в звании старшего лейтенанта.
Жил в городе Калач Воронежской области. Работал инструктором в Калачеевском райкоме ВКП(б) — КПСС, был также первым председателем регионального отделения Всесоюзного спортивного общества «Урожай».
5 июля 1968 года скончался. Похоронен в Калаче в Некрополе жертв войны на площади Революции.

## Награды
- Медаль «Золотая Звезда» (23.09.1944);
- орден Ленина (23.09.1944);
- орден Отечественной войны 1-й степени (19.05.1945);
- орден Отечественной войны 2-й степени (07.11.1943);
- орден Красной Звезды (23.04.1944);
- орден Славы 3-й степени (02.08.1943);
- медали, в том числе:
  - медаль «За отвагу» (02.08.1943).

## Память
- Бюст Героя Советского Союза И. Е. Просяного установлен в селе Петропавловка Воронежской области.
- Именем Героя Советского Союза И. Е. Просяного названа улица в селе Петропавловка, на месте дома, где жил И. Е. Просяной, установлена мемориальная доска.
- В память о Герое Советского Союза И. Е. Просяном в Воронежской области проводится футбольный турнир.

## Документы
- Общедоступный электронный банк документов «Подвиг Народа в Великой Отечественной войне 1941—1945 гг.» Дата обращения: 4 июня 2013. Архивировано из оригинала 13 марта 2012 года.

Представление к званию Героя Советского Союза. Дата обращения: 4 июня 2013. Архивировано 5 июня 2013 года.
Указ Президиума Верховного Совета СССР о присвоении звания Героя Советского Союза. Дата обращения: 4 июня 2013. Архивировано 5 июня 2013 года.
Докладная на имя Верховного Главнокомандующего. Дата обращения: 4 июня 2013. Архивировано 5 июня 2013 года.
Орден Отечественной войны 1-й степени (наградной лист и приказ о награждении). Дата обращения: 4 июня 2013. Архивировано 5 июня 2013 года.
Орден Отечественной войны 2-й степени (наградной лист и приказ о награждении). Дата обращения: 4 июня 2013. Архивировано 5 июня 2013 года.
Орден Красной Звезды (наградной лист и приказ о награждении). Дата обращения: 4 июня 2013. Архивировано 5 июня 2013 года.
Орден Славы 3-й степени (наградной лист и приказ о награждении). Дата обращения: 4 июня 2013. Архивировано 5 июня 2013 года.
Медаль «За отвагу» (наградной лист и приказ о награждении). Дата обращения: 4 июня 2013. Архивировано 5 июня 2013 года.